# Geranoaetus albicaudatus
El gavilán coliblanco o aguilucho alas largas (Geranoaetus albicaudatus) es una especie de ave Accipitriforme de la familia Accipitridae ampliamente extendida por casi toda América. Se le puede encontrar desde el norte de Argentina hasta Texas. También es frecuente en zonas abiertas de pastizal al norte del Uruguay. 

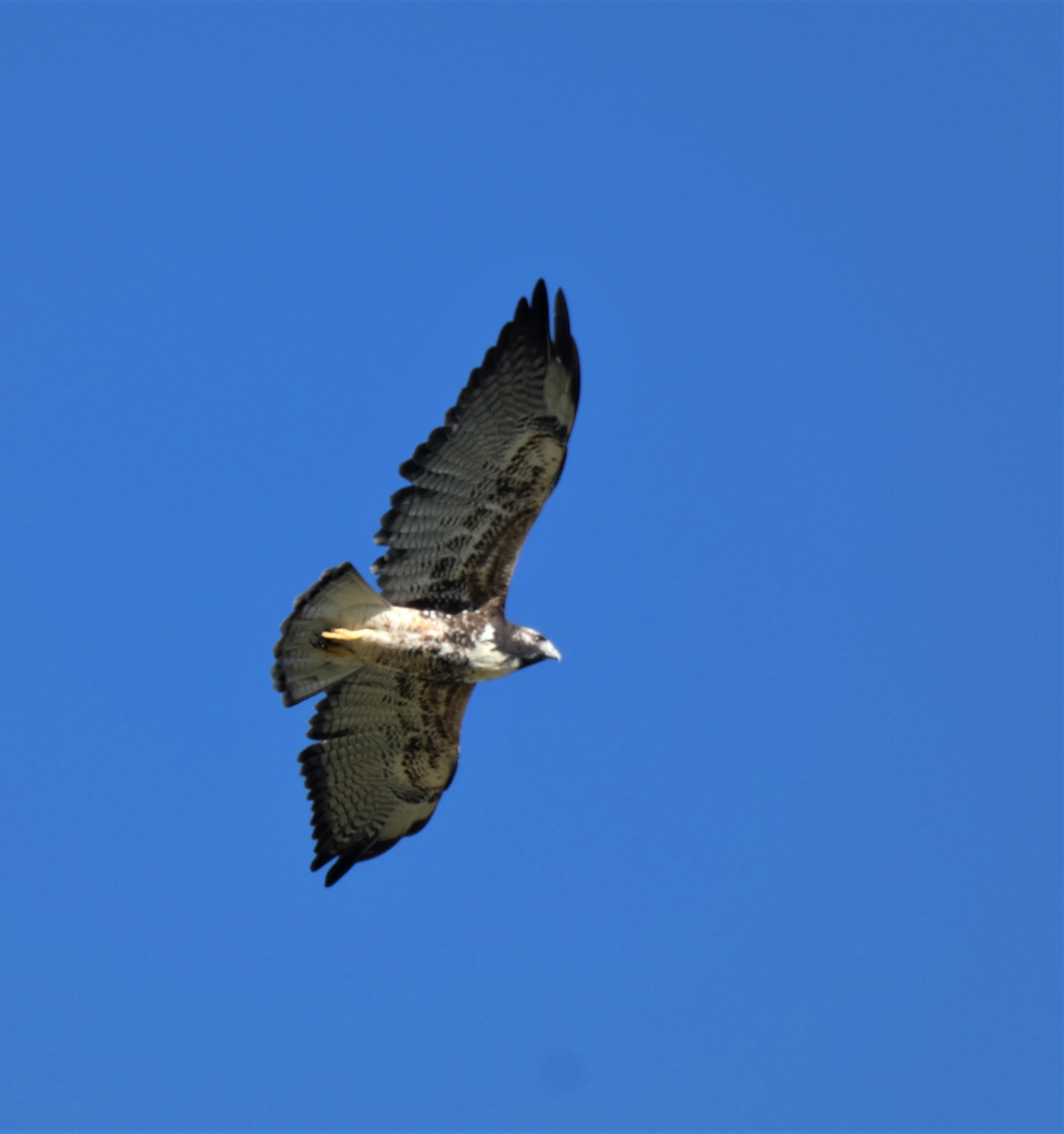
Imagen de Águila cola blanca en vuelo, tomada en Uruguay

En Uruguay se la conoce con el nombre común de Águila cola blanca.

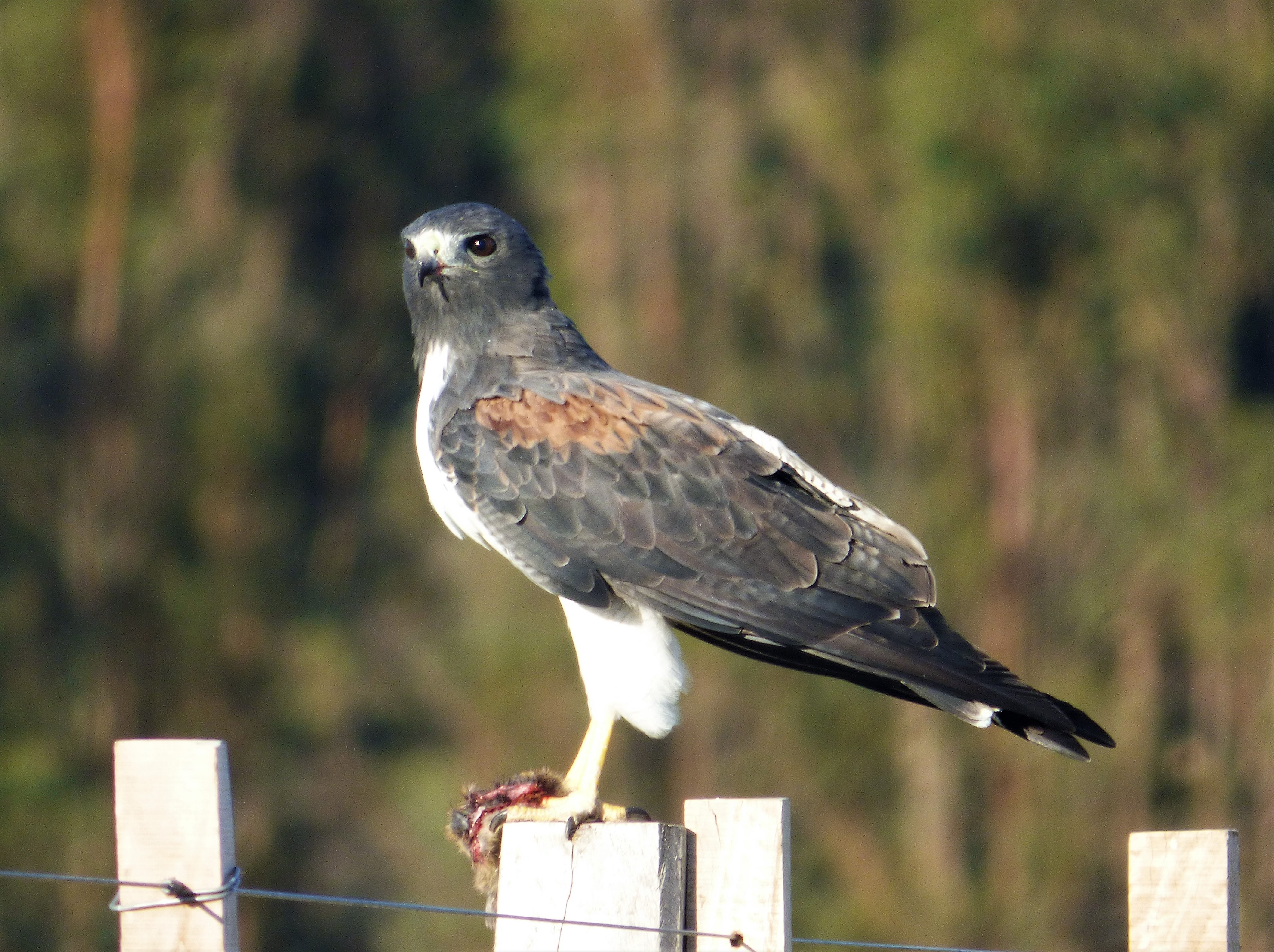
Imagen de Águila cola blanca con su presa, en Uruguay.

## Subespecies
Se conocen tres subespecies de Geranoaetus albicaudatus :
- Geranoaetus albicaudatus hypospodius - del sur de Texas y noroeste de México al norte de Colombia y noroeste de Venezuela.
- Geranoaetus albicaudatus colonus - Antillas neerlandesas, norte de Sudamérica y cuenca amazónica.
- Geranoaetus albicaudatus albicaudatus - del sudeste del Perú a Bolivia, Paraguay, sudeste Brasil, Uruguay y norte de Argentina.